# Yūko Asazu
Yūko Asazu (浅津 ゆうこ, Asazu Yūko) est une joueuse de volley-ball japonaise née le 27 août 1985 à Izumo (Préfecture de Shimane). Elle mesure 1,81 m et joue au poste de réceptionneuse-attaquante. 

## Clubs
| Club              | De        | À         |
| ----------------- | --------- | --------- |
| Hisamitsu Springs | 2004-2005 | 2010-2011 |
| Pioneer Red Wings | 2011-2012 | 2013-2014 |
| Okayama Seagulls  | 2014-2015 | 2015-2016 |
| Victorina Himeji  | 2017-2018 | …         |

## Palmarès
- V Première Ligue
  - Vainqueur : 2007.
  - Finaliste : 2006, 2009, 2012.
- Tournoi de Kurowashiki
  - Vainqueur : 2006, 2007.
  - Finaliste : 2009.
- Coupe de l'impératrice
  - Vainqueur : 2009.
  - Finaliste : 2007.